# 玄妙观 (南通)
南通玄妙观位于中国江苏省南通市崇川区人民中路15号（原仓巷57号）、紧邻侨鸿国际购物中心，最初为宋大中祥符二年（1009）创建于通州州治东南的天庆观，元代重建时改为玄妙观，明洪武十五年（1382）在观内设掌管道教事务的道正司，遂为通州道观之冠，清康熙九年（1670）再次重修。
建筑今仅存原供奉玉皇大帝的玉皇楼，为五间两层的砖木结构建筑，歇山顶，长15.5米，进深8.3米，现已修缮一新，并作为南通文物商店，原殿内明代玉皇大帝铜像已迁至南通博物苑南馆门前的古像亭内。